# Zenodorus pusillus
Zenodorus pusillus är en spindelart som först beskrevs av Embrik Strand 1913.  Zenodorus pusillus ingår i släktet Zenodorus och familjen hoppspindlar. Inga underarter finns listade i Catalogue of Life.